# StocaMine
StocaMine est le nom d'une filiale défunte de la société des Mines de potasse d'Alsace active de 1991 à 2014.
Elle a été créée pour encadrer la transformation de l'ancienne mine de sel Joseph-Else en un centre de stockage de déchets de « classe 1 » (déchets dangereux) et « classe 0 » (déchets hautement toxiques), sous forme d'un « stockage souterrain de déchets ultimes en couches géologiques profondes » réservé à des déchets amiantés et à certains types de déchets qu'on ne peut stocker en décharge de classe 1 car impossibles à inerter par des liants hydrauliques (du mercure, par exemple), alors que la mine fonctionnait encore (fermeture prévue pour 2004-2005).
La capacité autorisée par arrêté préfectoral était de 320 000 t. Le plan de charge prévoyait des arrivées de 50 000 t/an. En réalité, le site n'a fonctionné que de 1999 à 2002 en réceptionnant et stockant 42 011 t en un peu plus de trois ans, puis la réception de déchets a cessé, mais du point de vue réglementaire, il reste en exploitation.
C'est le seul site à jamais avoir été légalement autorisé à recevoir des déchets de « classe 0 » en couches géologiques profondes, en France métropolitaine.
Cette installation classée pour la protection de l'environnement a été fermée en 2004 après un incendie de déchets toxiques qui n'a pu être maîtrisé qu'après deux mois. Elle doit continuer à faire l'objet d'un suivi et éventuellement du retrait et retraitement correct des déchets en surface. En mars 2017, après enquête publique, le préfet du Haut-Rhin a finalement réautorisé le stockage illimité des déchets enfouis dans le site, mais après l'extraction de 93 % des déchets de mercure encore présents.

## Missions initiales, cadre réglementaire
Un arrêté liste les catégories de déchets autorisés. Des règles d'exclusion mutuelle de proximité devaient permettre d'éviter les réactions chimiques susceptibles de générer des vapeurs toxiques, incendies, etc.
Chaque nouveau déchet devait faire l'objet d'une analyse préalable sur échantillon (sauf déchets amiantés) de même pour les lots ensuite apportés lors de la livraison, avec en outre une vérification par échantillonnage de la conformité à l'échantillon initial.
Les déchets ne pouvaient être conditionnés qu'en fûts métalliques ou en conteneurs souples pour être regroupés sur palettes et descendus dans les galeries de stockage « réversible ».
Des règles de traçabilité, de cartographie et d'historique du stockage devaient et doivent encore permettre de retrouver n'importe quel lot de déchets ou d'échantillon témoin conservé dans l'« échantillon-thèque » du site.

## Localisation et contexte environnemental
La décharge souterraine a été créée près du puits Amélie et de son chevalement de 1910, plus précisément sous l'ancien puits Joseph-Else de Wittelsheim (Haut-Rhin), l'un des gisements de potasse et d'autres minéraux chimiques (ex : phosphate, soufre, sulfate, baryum, etc. selon la base de données BASIAS) essentiellement pour produire des engrais minéraux (phosphate, potasse) et autrefois exploité par les MDPA. Le site est situé près d'une voie ferrée et dispose de galeries creusées dans le chlorure de potassium, situées à −535 mètres, sous 300 mètres de sel gemme, dans un environnement supposé géomécaniquement, sismiquement stable  et épargné par la circulation de l'eau (tant que les cuvelages et tubes de descente et d'aération restent étanches, notamment en cas de séisme).
Ce site est situé dans le sud-ouest du bassin minier potassique alsacien, sur un terrain appartenant aux MDPA, à 3 km du centre-ville et au sud du Canton de Cernay, contre la cité Joseph-Else (au nord-ouest du site), entre deux zones forestières à l'est et au sud-ouest.
Situé à 9 km du canal Rhin-Rhône qui coule au sud-est du carreau de mine, ce site est également encore jouxté par son ancienne voie ferrée (non électrifiée, en cul-de-sac), connectée à la ligne Mulhouse-Kruth, contiguë au carreau de la mine Joseph-Else  
Durant la création du centre de stockage Stocamine, les deux puits (Joseph et Else) étaient encore utilisés pour l'aération de la mine Amélie (le puits Else servant au retour d'air avec un débit de 250 m3/s environ).
La nappe phréatique est épaisse de 20 à 25 m avec un niveau piézométrique généralement de « -1 m en période de hautes eaux et de -4 m en période de basses eaux » selon l'étude d'impact faite sur le site.
Avec celle de Bollwiller, la commune de Wittelsheim est l'une des plus concernées du bassin potassique alsacien par les affaissements miniers : le sol est descendu de plus de cinq mètres au centre de la commune.
À proximité et dans la même commune, cinq autres sites sensibles au regard de l'environnement (crassiers constitués de résidus miniers issus de l'exploitation de la potasse). Ils sont répertoriés par la base de données BASOL en tant que :
- terril Amélie 2, créé de 1913 à 1953 ; ce site est surveillé ;
- terril Amélie Est, créé de 1913 à 1929, encore en cours de traitement en 2013 selon BASOL, pour une réhabilitation et des choix techniques définis ou en cours de mise en œuvre, et avec surveillance des eaux souterraines ;
- terril Amélie Nord, constitué de déchets miniers accumulés de 1924 à 2002, qui a reçu en 2003 les résidus du terril Amélie Est qui y ont été « déposés pour être traités ». Ce site est surveillé, notamment les eaux souterraines, et des travaux y ont été réalisés ;
- terril Joseph Else - Est, constitué de déchets miniers accumulés de 1959 à 1969, site traité et surveillé pour ses eaux souterraines ;
- terril Joseph Else - Ouest, réalisé de 1912 à 1969.

Plusieurs « étangs d'affaissements » sont également présents à proximité, abritant une faune migratrice d'oiseaux et d'autres espèces de zones humides qui leur confèrent un intérêt patrimonial de niveau européen.

## Financement
Le GIP devait être financé par une somme annuelle correspondant à 7 % du chiffre d'affaires de StocaMine, dont les activités (accueil et stockage de déchets amiantés et de déchets toxiques à très toxiques) devait apporter au moins 0,3 M€/an.

## Risques et dangers
Dans le cadre de l'étude d'impact de 1996, outre une étude de sécurité chimique[réf. non conforme], une étude des dangers [réf. non conforme] avait été faite par la société PEC-SIE en utilisant la méthode des arbres de défaillance, « afin d'identifier les incidents potentiels et les causes pour définir les critères de sécurité et dimensionner les moyens de secours que le centre mettra en pratique ».
L'air intérieur de la mine est chaud et sec (hygrométrie de 40 à 50 %). Cet air non-saturé en vapeur d'eau est peu favorable à la condensation d'eau liquide susceptible d'accélérer la corrosion des fûts métalliques, mais la concentration élevée en chlorures en cas d'intrusion ou d'écoulement de saumures salines dans la mine peut au contraire provoquer de la corrosion par piqûre au niveau des enveloppes métalliques des fûts de déchets et ainsi menacer leur étanchéité.
Dans le cadre de la prévention des risques majeurs, une information préventive sur ces risques concernait les habitants de la région, au moyen de la presse locale notamment.
De nombreuses études allemandes et suisses attestent du danger que représente Stocamine pour la nappe phréatique. En cas d'infiltration, une campagne de prélèvement des eaux a prouvé que du calcium, de l'arsenic, du baryum, du bore, du chrome, du magnésium, du nickel, du plomb, du sélénium, du vanadium, du zinc et du strontium pourrait contaminer la nappe phréatique.

## Modalités de stockage au fond
À partir des puits existants, une partie du massif de sel gemme non encore exploité a été creusée d'un réseau de galeries organisées en forme de grille.
Ce principe est inspiré du plus grand site européen de stockage de cette nature, à savoir la décharge souterraine d'Herfa-Neurode, située dans les mines de la Hesse, et dont les galeries sont aménagées à la manière des rues principales et secondaires dans une ville.
Chaque galerie mesure 5,50 m de large et 2,80 m de haut. Entre ces galeries, des « piliers » de roche ont été conservés pour le soutènement. Chacun de ses piliers mesure de 20 m de côtés et 2,80 m de haut, mais moins de 10 ans après le creusement des galeries, nombre d'entre eux devaient déjà être cerclés et consolidés de tiges d'acier boulonnées car ils éclatent sous le poids des centaines de mètres de roches qui les surplombent.
Par des galeries d'accès qui servent également à la ventilation, 23 galeries de 230 m chacune et 72 galeries d'environ 70 m devaient ainsi recevoir les déchets conditionnés en big bags ou en bidons. Ces déchets sont apportés et empilés par des engins (moteur diesel).
Au moment de l'incendie, 9 blocs étaient déjà « stockés », c'est-à-dire emplis de déchets.

## Contenu du centre de stockage profond
Depuis la fin de l'activité d'entreposage (2004), selon l'administration, 42 011 tonnes de déchets y reposent, dont :
- 27 000 colis pesant au total 23 021 tonnes, qui sont des déchets dangereux (de classe 1, qui sont par exemple des résidus d'incinération et des déchets amiantés) ;
- 18 990 tonnes de déchets très dangereux (de « classe 0 », qui sont par exemple des sols pollués[5], des déchets arseniés[5], des pesticides[5], des déchets chromiques[5] ou mercuriels[5], etc.) qui ne peuvent théoriquement qu'être stockés dans un site souterrain (mais il n'en existe pas d'autre en France note l'INERIS)[6]. Il en existe 14 autres en Allemagne, dont 3 comparables à la mine de Wittelsheim[6],[23],[24], mais en Allemagne, l'un de ces lieux de stockage (la mine d'Asse) où l'on a entreposé des déchets radioactifs connait de graves problèmes d'entrées d'eau et doit être vidé de ses déchets.

## Histoire du projet et de l'activité
L'origine du projet semble remonter aux années 1980, où l'on cherchait à répondre au besoin de créer plusieurs centres de stockage de déchets ultimes.
Ce projet s'inspire d'exemples étrangers, dont celui du site de stockage souterrain de Herfa Neurode. On estime alors que s'il n'y a que des déchets inertes ou bien inertés, dans une mine de ce type, il y a peu de dangers pour l'environnement et la santé,, ; certains déchets étant donc à exclure.
Le projet est monté par EMC et ses filiales (depuis disparues), MDPA et TREDI qui l'ont présenté comme s'inscrivant dans la politique de reconversion du bassin d'emploi concerné par une fermeture programmée des MDPA.
En 1991, le projet reçoit un avis favorable du commissaire enquêteur et de l'administration à la suite d'une première enquête publique, mais l'année suivante, l'assemblée vote une nouvelle loi sur les déchets, qui impose un « principe de réversibilité » du stockage et le pré-financement pour ce type d'installation. Le projet est revu et l'enquête publique débouche à nouveau sur un avis favorable.
Le 3 février 1997, un arrêté préfectoral autorise pour 30 ans l'exploitation du site dans ce sens (il sera modifié plusieurs fois). De nouvelles galeries, destinées au stockage sont creusées dès 1998 (à 20 mètres sous les couches de sylvinite) pour y entreposer les colis réceptionnés en février 1999 et installés, par un gestionnaire qui réunit périodiquement une Commission locale d'information et de surveillance (CLIS) qui devait être financée pour son fonctionnement à hauteur de 10 % de la dotation du GIP (ce qui n'a pas été le cas, le reste de la dotation et les sommes non affectées à la CLIS ayant été utilisés par la ville de Wittelsheim).
Le 10 septembre 2002, un incendie, provoqué par une réaction chimique causée par des produits entreposés, se déclare dans le bloc 15 du site de stockage. Cette même année, l'entreprise TREDI devient TREDI-SECHE après avoir été rachetée par le groupe Séché à EMC.
À la suite de cet incendie, et faute de rentabilité (bilan négatif depuis quatre exercices d'exploitation), il est décidé (en septembre 2003) d'arrêter l'activité de StocaMine.
En 2004, faute de comptes équilibrés et à la suite de l'incendie, la fermeture du site minier est anticipée de quelques mois sur la date prévue et c'est l'État qui doit reprendre a SA MDPA en direct. Les parts de TREDI-SECHE et de l’EMC étant transmises aux MDPA, faisant de StocaMine une filiale à 100 % des MDPA qui auront à gérer les séquelles du dossier.
StocaMine continue à surveiller les déchets et les travailleurs qualifiés des MDPA ont été remplacés par ceux d'une entreprise minière polonaise KOPEX.
Ainsi, une vingtaine de mineurs polonais travaillent depuis 2006 à l’entretien des puits et des galeries d’accès au stockage.
Ce projet, comme la plupart des projets de décharge ou stockage souterrain de déchets dangereux, a suscité une certaine mobilisation protestataire[réf. nécessaire], mais sans doute moins qu'ailleurs en raison du fait qu'il s'inscrivait dans le cadre d’une politique de reconversion industrielle menée par Les Mines de Potasse d’Alsace et parce qu'il s'agissait de la réutilisation d'un site existant et non pas d'une création nouvelle.

### L'incendie
Détecté par des mineurs voyant de la fumée envahir les galeries, l'incendie a justifié l'évacuation générale de la mine. Durant les premières heures, des employés de StocaMine tentent de maitriser le feu, sans équipements de protection appropriés (alors que les analyses de gaz de combustion montreront ensuite la présence dans les gaz et fumées, en quantité supérieure aux valeurs admissibles de « dioxines, d'acide chlorhydrique, d'acide cyanhydrique, d'acétaldéhyde, de benzène »).
Quatre équipes de pompiers-mineurs (comportant chacune six personnes équipées d'appareils respiratoires) se sont relayées au fond pour éteindre le feu, assistées de 25 pompiers en surface. Le 10 septembre matin, le préfet du département ordonne la mise en œuvre de « Dicamine » (détachement de 10 pompiers spécialisés) et de 10 sauveteurs des Houillères du Bassin de Lorraine, qui dès le début de l'après-midi se relayent en tentant d'éteindre l'incendie au moyen de lances à incendie. Faute de résultats, les pompiers décident la nuit du 10 au 11 septembre de réaliser trois barrages destinés à étouffer le feu en le privant d'oxygène, avant injection d'azote et surveillance par caméras thermiques. Le feu n'est jugé maitrisé que le 21 novembre 2002. Les analyses montreront que de nombreux produits toxiques ont été émis par la combustion des pesticides et/ou d'autres déchets.
Le feu a de plus endommagé le « plafond » de sel de la galerie ; le déstockage du bloc 15, jugé peu réaliste par les experts consultés par l'INERIS, impliquerait donc de le consolider et « faire tomber la première couche de sel au toit des galeries sur une épaisseur de 2 m, là ou celui-ci ne l'est pas déjà », c'est-à-dire traiter environ 30 000 t de déchets supplémentaires (sel souillé par les fumées riches en dioxines et furanes notamment, et par les particules issues de l'incendie). La sécurité géomécanique de la mine nécessiterait une consolidation en cas de retrait des déchets.
Explications a posteriori : le feu est apparu de manière tout à fait inattendue dans le « bloc 15 » de la décharge souterraine, qui n'était censé contenir que des déchets ultimes incombustibles et inertes identifiés comme « amiantés » (tôles de fibrociment), stockés dans des galeries où il n'existait selon le jugement du tribunal « sur place aucune source électrique ou mécanique susceptible de provoquer un incendie ». La cause de l'incendie est une réaction survenue dans des déchets introduits dans la même galerie 15, provenant d'un « entrepôt de produits phytosanitaires incendié » (déchets décrits par le tribunal comme un « mélange indéfinissable ») provenant de l'usine Solupack, qui conditionnait des pesticides et engrais agricoles (450 t, dont 76 t de déchets amiantés) sous forme de 472 bigs bags.
Ces déchets n'avaient pas été contrôlés car « la procédure de réception des déchets de StocaMine élaborée pour préserver le personnel d'un contact avec l'amiante, interdisait l'inspection des colis mentionnés ». La température naturelle qui à cette profondeur est de 30 à 35 °C a probablement accéléré la fermentation d'engrais organiques qui auraient réagi avec des produits qui n'auraient pas dû être là (non-conformité à l'arrêté préfectoral), issus d'engrais minéraux, de produits de bricolages, de lessive, produits ménagers, d'insecticide, de soufre, de bouillie bordelaise et de nitrate de potasse (selon l'enquête faite pour le procès).
Un contrôle à réception de ces déchets avait cependant « conduit le personnel à préconiser leur rejet. Le directeur de StocaMine a cependant décidé de les stocker au fond » (cette décision a fait l'objet d'un procès). « Une partie de ces big-bags a donc été entreposée au droit du bloc 15, et 13 autres colis sont restés en surface en attente de leur acheminement au fond ».
Six de ces « colis » encore en attente et stockés en plein air ont ensuite été examinés par les inspecteurs de la DRIRE qui ont confirmé que les débris d'amiante étaient en réalité mélangés aux produits phytosanitaires stockés, dont certains étaient soufrés.
Suites : selon StocaMine, « Un système de contrôle des effluents rejetés 6 fois par jour a été mis en place à partir du 10 septembre 2002 au matin, puis deux fois par jour » (dès le 20 septembre).

### Le procès
Un procès s'est déroulé devant la Cour d'appel de Colmar, clos par un arrêt du 15 avril 2009 . Selon le tribunal, le directeur du site de Wittelsheim était en faute, d'autant qu'il avait auparavant travaillé pour une entreprise (Bordy) spécialisée dans la collecte de déchets et « ne pouvait ignorer la réglementation en vigueur ni surtout les risques pouvant survenir en cas d'acceptation illicite de ce type de produit », et « il a, à plusieurs reprises, avant la survenance de l'incendie, été informé de manière précise de l'existence d'anomalies concernant les produits Solupack (...) malgré cela il a persisté à ordonner leur stockage en méconnaissance manifeste de la réglementation applicable (...) » Il a refusé de tenir compte de l'avis de son directeur technique qui l'avait alerté sur la non-conformité de ces déchets pour l'installation, et du fait que les sacs étaient anormalement humides et même suintants et du fait qu'ils émettaient une forte odeur de matière organique en décomposition. Il a également refusé au directeur technique que ce dernier rende visite à l'entreprise émettrice de ces déchets pour procéder à une vérification sur place. D'autres employés avaient aussi alerté le directeur sur l'odeur et les écoulements provenant des bags de ces déchets. L'arrêt du tribunal ajoute que « Les odeurs dégagées par ces déchets étaient telles qu'une association de défense de l'environnement est intervenue auprès du directeur de StocaMine au moment des faits sur ce point et qu'un inspecteur des installations classées alerté est intervenu sur le site le 3 septembre 2002 afin d'obtenir des renseignements supplémentaires sur la nature des déchets Solupack ». De plus, « dans les premières heures du sinistre des salariés de Stocamine ont travaillé à proximité immédiate du foyer d'incendie pour localiser précisément de dernier, en connaître l'origine et tenter de le combattre soit par la mise en place de lances d'arrosage, soit par la pose de bâches de confinement », alors que le directeur ne pouvait ignorer que le feu « provenait d'un endroit dans lequel étaient entreposés des déchets Solupack pour lesquels il savait qu'il pouvait exister des difficultés (...) »

### Gestion courante, en attente d'une décision sur le devenir des déchets
En dix ans, la roche dans laquelle ont été creusées les galeries où ont été stockés les déchets s'est déjà localement fortement déformée,réduisant la largeur des galeries et faisant localement tomber des blocs de plusieurs centaines de kilos à plusieurs tonnes sur les empilements de bidons et de sacs de déchets.
En 2008, le ministre chargé de l’écologie a diligenté une mission d’expertise à deux ingénieurs des mines visant à lister les « conditions juridiques, techniques et financières de la mise en œuvre des deux options envisageables pour la fermeture du stockage de déchets ultimes exploité par StocaMine : le confinement au fond ou le déstockage (voire partiel) par la remontée des déchets au jour et leur déplacement vers d’autres sites de stockage agréés en France et en Allemagne ». Leurs conclusions rendues en juin 2010 ont été présentées à la CLIS (Commission locale d’information et de sécurité) de StocaMine le 16 septembre 2010). De son côté, StocaMine doit proposer plusieurs scénarios appuyés comme l'impose le décret sur « Un exposé des solutions alternatives au maintien du stockage avec leurs conséquences respectives et indiquant les motifs pour lesquels le projet présenté a été retenu ». Pour cela, StocaMine a sollicité fin 2009 l'aide et l'expertise de l'INERIS pour fermer le site dans les meilleures conditions. Sur la base des informations qui lui ont été fournies, et de la réglementation, la Direction des risques du sol et du sous-sol de l'INERIS a rendu un rapport de 60 pages intitulé « Comparaison des scénarios relatifs au devenir du stockage de StocaMine » le 25/04/2012. Ce rapport évalue deux scénarios « extrêmes » (retrait total des déchets, stockage in situ définitif) et quelques variants intermédiaires, avec les avantages et inconvénients de chaque scénario. Il s'agit de scénarios appuyés sur une démarche de type analyse du cycle de vie (ACV) et non de véritables analyses de risques a précisé l'INERIS. L'Ineris s'est appuyé sur des scénarios de déstockage étudiés antérieurement (2006) et/ou en Suisse,, et n'a pas tenu compte des impacts sur la qualité de l'air ni sur les impacts sur les ressources naturelles en estimant que c'est le transport qui contribue à ces impacts.
Mi-2010, l’État décide d'installer un Comité de pilotage (COPIL, dont les membres sont nommés par la CLIS) pour encadrer les suites à donner et suivre les scénarios de devenir du stockage élaborés avec et par l'INERIS, opérationnel depuis l’été 2011[réf. nécessaire].
Un collectif citoyen baptisé Destocamine se crée et demande qu'on remonte en surface tous les déchets, comme cela a été fait en Suisse[réf. nécessaire].
Fin 2012, dix ans après l'incendie, Alain Perret (préfet du Haut-Rhin) annonce au nom de l'État à la commission locale d'information et de surveillance de Stocamine, que la solution d'un « déstockage partiel » des déchets les plus dangereux (mercuriels en particulier), après la conclusion des procédures administratives prévues par la loi a été choisie, sur proposition du comité des experts (présentée à la CLIS précédente, du 7 juillet 2011). Selon le préfet, l'enjeu de préservation de la nappe phréatique d’Alsace est ainsi pris en compte, de même que les risques pour la santé des personnes qui auront à travailler dans la mine et en particulier dans la zone incendiée. L'opération devrait - selon le communiqué - coûter 100 millions d'euros (à la charge de l’État et pour partie inscrits au budget national 2013 à la demande du ministère de l'environnement), incluant les travaux d'enfouissement définitif des autres déchets dangereux avec scellement de la mine et surveillance de la nappe et sera évaluée chemin faisant par un « organisme tiers expert indépendant » choisi par l'État. Pour la ministre de l'écologie (février 2013), la « fermeture définitive de ce site » est « un enjeu majeur, du fait des risques qu’il peut présenter à moyen terme, en particulier pour la nappe phréatique d’Alsace».
Le 14 juin 2014, la cour des comptes publie un référé dans lequel elle présente les graves conséquences, sur les finances publiques (au minimum déjà 45 M€ et 5,5 M€ annuellement) et pour les futurs intervenants, de l'attentisme de l'état.
En juin 2016, les associations qui siégeaient jusque-là au Comité de suivi et de surveillance ont décidé de partir, dans la mesure où leur demande d'étude indépendante du déstockage total n'a pas été prise en compte,.
Une enquête publique va avoir lieu du 7 novembre au 15 décembre dans les neuf communes les plus proches: l'idée est de fermer hermétiquement par un confinement en béton les zones de stockage, sachant que le collectif Destocamine se bat depuis quinze ans dans le but d'aboutir à un déstockage complet. La pollution de la nappe phréatique reste le plus grand risque. D'ici quelques dizaines à quelques centaines d'années, l'eau de la nappe pourrait être polluée.
En dépit de ces éléments, le préfet du Haut-Rhin autorise le « stockage illimité des déchets ». Seuls les déchets mercuriels et le zirame seront déstockés, c'est-à-dire extraits. À terme, seuls 7 % des déchets mercuriels, au maximum, devraient rester enfouis. Le conseil départemental du Haut-Rhin dénonce la « légèreté avec laquelle ce dossier est traité » de la part de Nicolas Hulot, alors qu'il en va de la protection de la nappe phréatique d'Alsace, la plus grande d'Europe. La commission locale de l'eau (CLE) du schéma d'aménagement et de gestion des eaux (SAGE) Ill-Nappe-Rhin considère comme inacceptable le « stockage illimité des déchets ». Selon cette commission, « il ne peut être admis que le moindre risque soit pris quant à une contamination future de cette immense réserve d’eau ».
Entre-temps, Nicolas Hulot décide de commander une étude afin de savoir s'il est possible d'ôter la totalité des déchets encore présents (opération aussi appelée « déstockage » en termes administratifs), à l'exception du bloc 15 dans lequel l'incendie s'était déclaré. Le collectif Destocamine milite « pour un déstockage total de tous les déchets [...], y compris ceux qui se trouvent dans le bloc 15 [...] ».*

## Combat de la société civile
En raison de ses controverses et dangers, Stocamine fait l'objet depuis de nombreuses années de protestations de la société civile. Les deux collectifs principaux "eaux en danger"[Quoi ?] et Extinction Rebellion Strasbourg mènent de nombreuses actions de sensibilisations pour tenter de dissuader les pouvoirs publics d'enfouir définitivement les 42 000 tonnes de déchets sous la nappe phréatique rhénane, première nappe phréatique d'Europe.
En juillet 2020, des militants d’Extinction Rebellion Strasbourg transforment la rivière qui parcourt la ville en une vaste coulée verte luminescente. En octobre 2021, des activistes du mouvement écologiste Extinction Rebellion Strasbourg ont versé de la fluorescéine dans sept fontaines de la capitale alsacienne le 9 octobre. En mars 2022, l'ensemble des statues de Strasbourg ont été recouverts de masques en tête de mort pour symboliser le danger de Stocamine. Le samedi 28 mai, plusieurs dizaines de militants de l'association écologiste Extinction Rebellion ont bloqué, au matin, les entrées du site.

## Enfouissement définitif
En 2019 l'État annonce que les 42 000 tonnes de déchets resteront définitivement enfouies,. La promesse de rendre le stockage réversible constituait une erreur,. Près de la moitié sont des résidus d'épuration des fumées d'incinération des ordures ménagères (REFIOM). Barbara Pompili, ministre de la transition écologique, se prononce en 2021 en faveur de l'enfouissement définitif, cependant que Frédéric Bierry, président de la collectivité européenne d'Alsace, s'y déclare opposé,. Barbara Pompili confirme l'enfouissement définitif le 18 janvier 2021, contre l'avis des élus alsaciens, des associations environnementales et citoyennes, ainsi qu'à l'encontre de diverses pétitions et manifestations,,. L'État entend lancer les opérations de scellement définitif en octobre 2021.
La collectivité européenne d'Alsace (CeA) dépose un référé-suspension devant la cour administrative d'appel de Nancy, dans le but d'entraver le début des travaux. L'arrêté préfectoral qui autorise l'enfouissement des déchets toxiques est annulé en raison d'un manque de « garantie financière ». L'État se pourvoit immédiatement en cassation. Selon le ministère de l'environnement, la décision de la cour d'appel « retarde un confinement qui ne peut plus attendre [à cause de la dégradation de l'état] des galeries souterraines qui les rend de plus en plus difficiles d'accès ». Un amendement adopté à l'Assemblée nationale en novembre 2021 autorise le confinement définitif,,. Les opérations de scellement définitif devraient débuter en janvier 2022. Mais la CeA saisit le Conseil constitutionnel, qui lui donne raison. Le ministère de la transition écologique entend mener des travaux permettant « la préparation de l'ensemble des barrières de confinement », sachant qu'une consultation des collectivités et de l'Autorité environnementale, ainsi qu'une enquête publique auront lieu avant tous travaux de scellement. Le bloc 15 n'est pas réversible et donc pas banalisable. La CeA propose un « compromis » à la ministre de la transition écologique, consistant à sceller les galeries en mauvais état et à extraire le plus de déchets possible des galeries en bon état.
Un décret va permettre le confinement définitif des 42 000 t de déchets enfouis. Les travaux préalables à l'enfouissement définitif, auxquels la CeA s'oppose, débutent le mardi 10 mai 2022. Mais les travaux sont suspendus.
Le 12 janvier 2023, le préfet du Haut-Rhin est débouté. Le tribunal administratif de Strasbourg a interdit jeudi 12 la réalisation des premiers travaux de confinement des déchets toxiques entreposés sur le site de Stocamine à Wittelsheim (Haut-Rhin), dont l'État veut qu'ils restent définitivement stockés, à l'inverse des collectivités et organisations écologistes. Le ministère annonce l'enfouissement définitif des déchets. Alsace Nature jette ses dernières forces contre l'enfouissement,.
Le ministre de la Transition écologique confirme que les déchets seront définitivement confinés sous terre. Les travaux de scellement ont commencé, le recours déposé auprès de la Cour européenne des droits humains ayant été rejeté.

### Réversibilité
En 2021, la ministre de la Transition écologique, Barbara Pompili, déclare qu'« il faudra que l’on tire des leçons de l’Histoire, une leçon de ce qu’il s’est passé, une leçon sur la parole de l’État et l’utilisation du mot réversibilité. [Je crois] qu’il faut bannir à tout jamais ce mot ».

### Vidéographie
- « Vidéo produite par Stocamine, présentant l'historique et la situation en 2011 », Stocamine, rubrique Ressources médias, consulté 2013-02-25
- « Visite de la Mine Joseph Else à Wittelsheim (Présentation des installations 2011-06-17) » (youtube, mis en ligne 2011-06-18)
- « Que faire des déchets de la mine ? (reportage d'Alsace 20) » (youtube, mis en ligne 2011-02-06)
- « Stocamine : Sandrine Bélier reçoit les mineurs et associations au Parlement Européen » (youtube, mis en ligne 2012-11-19)